# گورمان
گورمان سازه‌ای از خاک و سنگ و چوب است که برای حفظ اجساد، پیش از تدفین گروهی آن‌ها یا پیش از گوشت‌زدایی از آن‌ها ساخته می‌شود.
گورمان با گورلان شباهت‌هایی دارد اما این دو برآمده از دو سنت جداگانه فرهنگی تدفینی هستند. گورلان سازه‌ای است از چوب یا سنگ شبیه به خانه در زیر گورتل یا گورتپه که از آن به‌عنوان گور استفاده می‌شد..